# Segretariato per i brevi ai principi e per le lettere latine
Il Segretariato per i brevi ai principi e per le lettere latine è stato un antico dicastero della Curia romana. Era composto da due sotto-sezioni, il Segretariato per i brevi ai principi e il Segretario per le lettere latine, entrambe incaricate della redazione di documenti pontifici. 
Le loro funzioni erano distinte e svolte in conformità alle istruzioni emanate dal Papa.

Il dicastero è stato abolito nel 1968 dal motu proprio Pontificalis domus di Paolo VI.

## Segretariato per i brevi ai principi
Il Segretariato per i brevi ai principi si componeva di un segretario e due assistenti. Il segretario era incaricato di scrivere i brevi apostolici indirizzati a imperatori, re, principi o altre personalità di rango. Aveva inoltre l'incarico di preparare le allocuzioni pronunciate nei concistori, le encicliche e le lettere apostoliche indirizzate ai vescovi e ai fedeli. La figura del segretario veniva ricoperta da un prelato che doveva essere anche dotato di una notevole competenza nella lingua latina, dal momento che il latino è la lingua in cui tali documenti pontifici devono essere redatti. 

## Segretario per le lettere latine
Il Segretario per le lettere latine era anch'esso un prelato, oltre che un "cameriere segreto" del pontefice (cubicularius), a cui spettava il compito di scrivere le lettere meno solenni che il sovrano pontefice indirizzava a vari personaggi. In questo ruolo si avvaleva di un assistente.
Tra le persone che hanno ricoperto tale incarico, degno di nota è mons. Vincenzo Tarozzi. 
Il letterato Guido Gualtieri fu segretario delle lettere di papa Sisto V, lo studioso Michele Ferrucci lo fu per papa Leone XII.
L'incarico di segretario per le lettere latine esisteva pure nelle corti: per esempio importante fu Richard Pace per Enrico VIII, che gli diede vari incarichi

## Cronotassi dei segretari
...
- Ulisse Giuseppe Gozzadini (1697-1709)
- Giovanni Cristoforo Battelli (1711-1721)

...
- Vincenzo Sardi di Rivisondoli (1903-1908)
- Pietro Angelini

...
- Nicola Sebastiani
- Antonio Bacci (1931-1960)
- Amleto Tondini (1960-1969)